# Uproar Festival
Uproar Festival es un festival musical anual de heavy metal, la gira recorre los Estados Unidos y Canadá iniciando en el mes de junio para finalizar a mediados de agosto.  El festival The Rockstar Uproar tour es patrocinado por Rockstar Energy Company.

## 2010 alineación
Plataforma central
- Disturbed
- Avenged Sevenfold
- Stone Sour
- Halestorm

Plataforma Jägermeister
- Hellyeah
- Airbourne
- Hail the Villain
- New Medicine
- White Cowbell Oklahoma (Todas las fechas en Canadá)
- Jägermeister ganador de la Batalla de las Bandas

### 2010 fechas del tour
| Fecha                    | Ciudad            | País           | Facilidad                               | Ganador de la Batalla de las Bandas |
| ------------------------ | ----------------- | -------------- | --------------------------------------- | ----------------------------------- |
| 17 de agosto de 2010     | Minneapolis       | Estados Unidos | Target Center                           | Calous                              |
| 18 de agosto de 2010     | Bonner Springs    | Estados Unidos | Sandstone Amphitheater                  | Seasons After                       |
| 20 de agosto de 2010     | Omaha             | Estados Unidos | WestFair Amphitheatstone                |                                     |
| 21 de agosto de 2010     | Tinley Park       | Estados Unidos | First Midwest Bank Amphitheatre         | Ground Effect                       |
| 22 de agosto de 2010     | Corfu             | Estados Unidos | Darien Lake                             | As Summer Dies                      |
| 24 de agosto de 2010     | Columbus          | Estados Unidos | Nationwide Arena                        | XFactor1                            |
| 25 de agosto de 2010     | Toronto           | Canadá         | Molson Amphitheatre                     |                                     |
| 27 de agosto de 2010     | Scranton          | Estados Unidos | Toyota Pavilion at Montage Mountain     | Candlelight Red                     |
| 28 de agosto de 2010     | Saratoga Springs  | Estados Unidos | Saratoga Performing Arts Center         | Mutiny Within                       |
| 29 de agosto de 2010     | Holmdel           | Estados Unidos | PNC Bank Arts Center                    | Stereo Fallout                      |
| 31 de agosto de 2010     | Bristow           | Estados Unidos | Jiffy Lube Live                         | Fight the Lion                      |
| 1 de septiembre de 2010  | Charlotte         | Estados Unidos | Verizon Wireless Amphitheatre           | Straight Line Stitch                |
| 3 de septiembre de 2010  | Pelham            | Estados Unidos | Verizon Wireless Music Center           | Year and a Day                      |
| 4 de septiembre de 2010  | Atlanta           | Estados Unidos | Aaron's Amphitheatre at Lakewood        | Uncrowned                           |
| 5 de septiembre de 2010  | Tampa             | Estados Unidos | Ford Amphitheatre                       | Element 55                          |
| 8 de septiembre de 2010  | Tulsa             | Estados Unidos | BOK Center                              | Seasons After                       |
| 10 de septiembre de 2010 | Dallas            | Estados Unidos | SuperPages.com Center                   | Squint                              |
| 11 de septiembre de 2010 | Corpus Christi    | Estados Unidos | Concrete Street Amphiteater             | Snake Skin Prison                   |
| 12 de septiembre de 2010 | The Woodlands     | Estados Unidos | Cynthia Woods Mitchell Pavilion         | Ember                               |
| 14 de septiembre de 2010 | Greenwood Village | Estados Unidos | Comfort Dental Amphitheatre             | The Sammus Theory                   |
| 15 de septiembre de 2010 | West Valley City  | Estados Unidos | USANA Amphitheatre                      | Riksha                              |
| 17 de septiembre de 2010 | Irvine            | Estados Unidos | Verizon Wireless Amphitheatre           | Eyes Set to Kill                    |
| 18 de septiembre de 2010 | Chula Vista       | Estados Unidos | Cricket Wireless Amphitheatre           | Mower                               |
| 19 de septiembre de 2010 | Tempe             | Estados Unidos | Tempe Beach Park Amphitheatre           | Eyes Set to Kill                    |
| 21 de septiembre de 2010 | Bakersfield       | Estados Unidos | Rabobank Arena                          | Conspiracy Theory                   |
| 22 de septiembre de 2010 | Wheatland         | Estados Unidos | Sleep Train Amphitheatre                | The Chimpz                          |
| 24 de septiembre de 2010 | Post Falls        | Estados Unidos | Greyhound Park                          | Denots                              |
| 25 de septiembre de 2010 | Auburn            | Estados Unidos | White River Amphitheatre                | Gwamba                              |
| 26 de septiembre de 2010 | Vancouver         | Canadá         | Pacific Coliseum                        | Carpenter                           |
| 28 de septiembre de 2010 | Edmonton          | Canadá         | Rexall Place                            |                                     |
| 29 de septiembre de 2010 | Calgary           | Canadá         | Scotiabank Saddledome                   |                                     |
| 30 de septiembre de 2010 | Saskatoon         | Canadá         | Credit Union Centre                     |                                     |
| 2 de octubre de 2010     | Winnipeg          | Canadá         | MTS Centre                              | Saigon Hookers                      |
| 3 de octubre de 2010     | Fargo             | Estados Unidos | Fargodome                               | 3 Pill Morning                      |
| 4 de octubre de 2010     | Madison           | Estados Unidos | Alliant Energy Center Memorial Coliseum | 3 Pill Morning                      |

## 2011 alineación

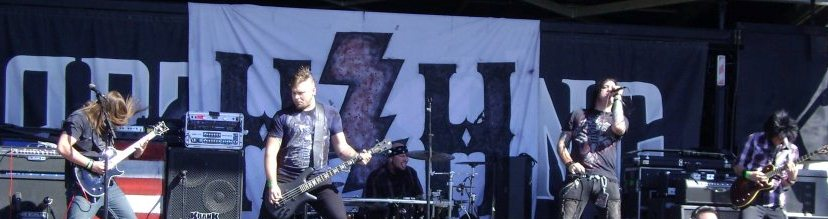
Sam Hughes de Buried as Thieves performando con banda de alternative rock The Sammus Theory de Phoenix en Uproar Festival en Arizona en 2011

Plataforma central
- Avenged Sevenfold
- Three Days Grace
- Seether
- Bullet for My Valentine
- Escape the Fate

Plataforma de Best Buy Music Gear
- Sevendust
- Black Tide
- Art of Dying
- Hell or Highwater
- Battle of the Bands Winner

### 2011 fechas del tour
| Fecha                    | Ciudad            | País           | Facilidad                           | Ganador de la Batalla de las Bandas |
| ------------------------ | ----------------- | -------------- | ----------------------------------- | ----------------------------------- |
| 26 de agosto de 2011     | Camden            | Estados Unidos | Susquehanna Bank Center             | Wildstreet                          |
| 27 de agosto de 2011     | Scranton          | Estados Unidos | Toyota Pavilion                     | Through The Flood                   |
| 30 de agosto de 2011     | Mansfield         | Estados Unidos | Comcast Center                      | Thurkills Vision                    |
| 31 de agosto de 2011     | Bristow           | Estados Unidos | Jiffy Lube Live                     | Sky Came Burning                    |
| 1 de septiembre de 2011  | Virginia Beach    | Estados Unidos | Farm Bureau Live at Virginia Beach  | Fire Fire                           |
| 3 de septiembre de 2011  | Tampa             | Estados Unidos | 1-800-ASK-GARY Amphitheatre         | Nu Era                              |
| 4 de septiembre de 2011  | Biloxi            | Estados Unidos | Mississippi Coast Coliseum          | Cathercist                          |
| 5 de septiembre de 2011  | The Woodlands     | Estados Unidos | Cynthia Woods Mitchell Pavilion     | No Such Thing                       |
| 9 de septiembre de 2011  | Clarkston         | Estados Unidos | DTE Energy Music Theatre            | Bloodline Riot                      |
| 10 de septiembre de 2011 | Corfu             | Estados Unidos | Darien Lake Performing Arts Center  | Cry To The Blind                    |
| 11 de septiembre de 2011 | Hartford          | Estados Unidos | The Comcast Theatre                 | Victims of Tragedy                  |
| 13 de septiembre de 2011 | Montreal          | Canadá         | Parc Jean-Drapeau                   |                                     |
| 14 de septiembre de 2011 | Toronto           | Canadá         | Molson Canadian Amphitheatre        |                                     |
| 16 de septiembre de 2011 | Burgettstown      | United States  | First Niagara Pavilion              | Through These Walls                 |
| 17 de septiembre de 2011 | Noblesville       | United States  | Verizon Wireless Amphitheatre       | Luminoth                            |
| 18 de septiembre de 2011 | Tinley Park       | United States  | First Midwest Bank Amphitheatre     | Mindset Evolution                   |
| 20 de septiembre de 2011 | Grand Rapids      | United States  | Van Andel Arena                     |                                     |
| 21 de septiembre de 2011 | Cuyahoga Falls    | United States  | Blossom Music Center                | Blackout Superstar                  |
| 23 de septiembre de 2011 | Omaha             | United States  | WestFair Amphitheater               | The Wreckage                        |
| 24 de septiembre de 2011 | Bonner Springs    | United States  | Sandstone Amphitheater              | Echo Vendetta                       |
| 25 de septiembre de 2011 | Maryland Heights  | United States  | Verizon Wireless Amphitheatre       | Seldon                              |
| 28 de septiembre de 2011 | Calgary           | Canadá         | Saddledome                          |                                     |
| 29 de septiembre de 2011 | Edmonton          | Canadá         | Rexall Place                        |                                     |
| 1 de octubre de 2011     | Auburn            | United States  | White River Amphitheatre            | In Her Memory                       |
| 2, 2011                  | Spokane           | United States  | Spokane Arena                       | The Fail Safe Project               |
| 4, 2011                  | West Valley City  | United States  | USANA Amphitheatre                  |                                     |
| 5 de octubre de 2011     | Greenwood Village | United States  | Comfort Dental Amphitheatre         | I Capture Castle                    |
| 7 de octubre de 2011     | Albuquerque       | United States  | Hard Rock Pavilion                  | Signal 99                           |
| 8 de octubre de 2011     | Phoenix           | United States  | Ashley Furniture HomeStore Pavilion | The Sammus Theory                   |
| 9 de octubre de 2011     | Chula Vista       | United States  | Cricket Wireless Amphitheatre       | Jahmbi                              |
| 13 de octubre de 2011    | Wheatland         | United States  | Sleep Train Amphitheatre            | Stepchild                           |
| 14 de octubre de 2011    | Mountain View     | United States  | Shoreline Amphitheatre              | Kill the Messenger                  |

## 2012 alineación
Plataforma central
- Shinedown
- Godsmack
- Staind
- Papa Roach*cancellaba después de las primeras 5 fechas del tour
- Adelitas Way

Plataforma de Ernie Ball
- P.O.D.
- Fozzy
- Mindset Evolution
- Candlelight Red

Plataforma de Jägermeister
- Deuce
- Redlight King
- In This Moment
- Thousand Foot Krutch

### 2012 fechas del tour
| Fecha                    | Ciudad            | País           | Facilidad                                            | Ganador de la Batalla de las Bandas |
| ------------------------ | ----------------- | -------------- | ---------------------------------------------------- | ----------------------------------- |
| 17 de agosto de 2012     | Bonner Springs    | Estados Unidos | Sandstone Amphitheater *                             | The Wreckage                        |
| 18 de agosto de 2012     | Little Rock       | Estados Unidos | Arkansas State Fairgrounds (KDJE Radio Show) *       |                                     |
| 19 de agosto de 2012     | Maryland Heights  | Estados Unidos | Verizon Wireless Amphitheatre **                     | [ 4 ]                               |
| 21 de agosto de 2012     | Grand Rapids      | Estados Unidos | Rock the Rapids (downtown) main stage bands only     |                                     |
| 22 de agosto de 2012     | Tinley Park       | Estados Unidos | First Midwest Bank Amphitheatre *                    |                                     |
| 24 de agosto de 2012     | Holmdel           | Estados Unidos | PNC Bank Arts Center *                               |                                     |
| 25 de agosto de 2012     | Syracuse          | Estados Unidos | New York State Fair Grandstand                       |                                     |
| 26 de agosto de 2012     | Mansfield         | Estados Unidos | Comcast Center *                                     |                                     |
| 28 de agosto de 2012     | Scranton          | Estados Unidos | Toyota Pavilion at Montage Mountain *                | True Becoming                       |
| 29 de agosto de 2012     | Corfu             | Estados Unidos | Darien Lake Performing Arts Center **                |                                     |
| 31 de agosto de 2012     | Burgettstown      | Estados Unidos | First Niagara Pavilion *                             |                                     |
| 1 de septiembre de 2012  | Saratoga Springs  | Estados Unidos | Saratoga Performing Arts Center *                    |                                     |
| 2 de septiembre de 2012  | Bristow           | Estados Unidos | Jiffy Lube Live *                                    | The Chuck Shaffer Picture Show      |
| 5 de septiembre de 2012  | Simpsonville      | Estados Unidos | Charter Amphitheatre at Heritage Park *              |                                     |
| 7 de septiembre de 2012  | Clarkston         | Estados Unidos | DTE Energy Music Theatre ***                         |                                     |
| 8 de septiembre de 2012  | Noblesville       | Estados Unidos | Klipsch Music Center ****                            | 7 Days Away                         |
| 9 de septiembre de 2012  | Cuyahoga Falls    | Estados Unidos | Blossom Music Center ***                             |                                     |
| 11 de septiembre de 2012 | Raleigh           | Estados Unidos | Time Warner Cable Music Pavilion at Walnut Creek *** |                                     |
| 12 de septiembre de 2012 | Atlanta           | Estados Unidos | Aaron's Amphitheatre at Lakewood ***                 |                                     |
| 13 de septiembre de 2012 | Tampa             | Estados Unidos | 1-800-ASK-GARY Amphitheatre ***                      |                                     |
| 15 de septiembre de 2012 | The Woodlands     | Estados Unidos | The Woodlands Pavilion ****                          |                                     |
| 16 de septiembre de 2012 | Dallas            | Estados Unidos | Gexa Energy Pavilion ***                             | Bow Prometheus                      |
| 18 de septiembre de 2012 | Greenwood Village | Estados Unidos | Comfort Dental Amphitheatre *****                    |                                     |
| 19 de septiembre de 2012 | West Valley City  | Estados Unidos | USANA Amphitheatre ***                               |                                     |
| 21 de septiembre de 2012 | Spokane           | Estados Unidos | Greyhound Park and Events Center ***                 |                                     |
| 22 de septiembre de 2012 | Auburn            | Estados Unidos | White River Amphitheatre ***                         |                                     |
| 23 de septiembre de 2012 | Ridgefield        | Estados Unidos | Sleep Country Amphitheater ***                       |                                     |
| 25 de septiembre de 2012 | Nampa             | Estados Unidos | Idaho Center ***                                     |                                     |
| 29 de septiembre de 2012 | Phoenix           | Estados Unidos | Ashley Furniture HomeStore Pavilion ****             | A Story Beneath                     |
| 30 de septiembre de 2012 | Albuquerque       | Estados Unidos | The Pavilion ****                                    |                                     |

- Thousand Foot Krutch no va a interpretar en este show *
- Fozzy y Thousand Foot Krutch no van a interpretar en este show **
- In This Moment no va a interpretar en este show ***
- In This Moment y Thousand Foot Krutch no van a interpretar en este show ****
- Fozzy, Redlight King y In This Moment no van a interpretar en este show *****

## 2013 alineación

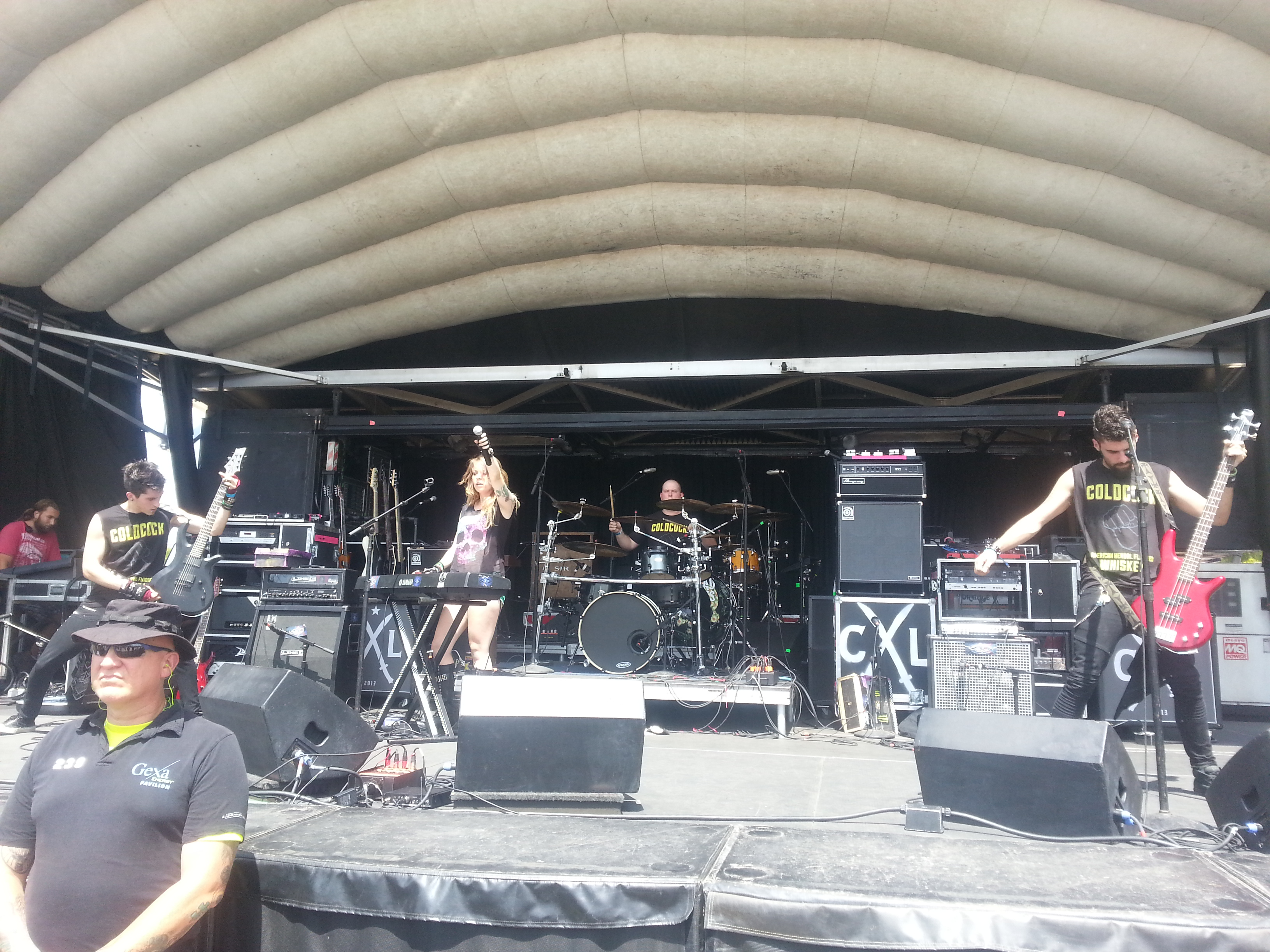
Banda de alternative rock Solice de Arlington, Texas performando en Uproar Festival en Dallas, Texas

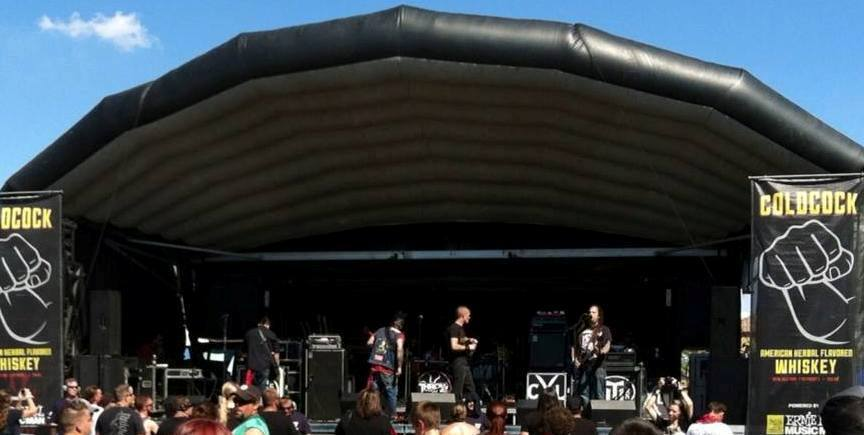
Banda de groove rock Throw Logic de Phoenix performando en Uproar Festival en Arizona

Plataforma central
- Alice in Chains
- Jane's Addiction
- Coheed and Cambria
- Circa Survive

Plataforma de Festival
- Walking Papers
- Danko Jones
- Middle Class Rut
- New Politics
- The Chuck Shaffer Picture Show

Plataforma de COLDCOCK Spirits Showcase
- The Dead Daisies
- Beware of Darkness
- Charming Liars

### 2013 fechas del tour
| Fecha                    | Ciudad         | País           | Facilidad                          | Ganador de la Batalla de las Bandas |
| ------------------------ | -------------- | -------------- | ---------------------------------- | ----------------------------------- |
| 9 de agosto de 2013      | Scranton       | Estados Unidos | Toyota Pavilion                    |                                     |
| 10 de agosto de 2013     | Hartford       | Estados Unidos | The Comcast Theatre                |                                     |
| 11 de agosto de 2013     | Darien Center  | Estados Unidos | Darien Lake Performing Arts Center |                                     |
| 13 de agosto de 2013     | Saratoga       | Estados Unidos | Saratoga Performing Arts Center    |                                     |
| 14 de agosto de 2013     | Mansfield      | Estados Unidos | Comcast Center                     |                                     |
| 16 de agosto de 2013     | Bristow        | Estados Unidos | Jiffy Lube Live                    |                                     |
| 17 de agosto de 2013     | Holmdel        | Estados Unidos | PNC Bank Arts Center               |                                     |
| 18 de agosto de 2013     | Wantagh        | Estados Unidos | Nikon at Jones Beach Theater       |                                     |
| 20 de agosto de 2013     | Toronto        | Canadá         | Molson Canadian Amphitheatre       |                                     |
| 22 de agosto de 2013     | Tinley Park    | Estados Unidos | First Midwest Bank Amphitheatre    |                                     |
| 23 de agosto de 2013     | Noblesville    | Estados Unidos | Klipsch Music Center               |                                     |
| 24 de agosto de 2013     | Clarkston      | Estados Unidos | DTE Energy Music Theater           |                                     |
| 27 de agosto de 2013     | Oklahoma City  | Estados Unidos | Zoo Amphitheater                   |                                     |
| 28 de agosto de 2013     | Dallas         | Estados Unidos | Gexa Energy Pavilion               |                                     |
| 29 de agosto de 2013     | The Woodlands  | Estados Unidos | Cynthia Woods Mitchell Pavilion    |                                     |
| 31 de agosto de 2013     | Alburquerque   | Estados Unidos | Isleta Amphitheatre                |                                     |
| 1 de septiembre de 2013  | Englewood      | Estados Unidos | Fiddler's Green Amphitheatre       |                                     |
| 2 de septiembre de 2013  | Salt Lake City | Estados Unidos | USANA Amphitheatre                 |                                     |
| 7 de septiembre de 2013  | Seattle        | Estados Unidos | Gorge Amphitheatre *               |                                     |
| 8 de septiembre de 2013  | Ridgefield     | Estados Unidos | Sleep Country Amphitheater         |                                     |
| 11 de septiembre de 2013 | Mountain View  | Estados Unidos | Shoreline Amphitheatre             |                                     |
| 13 de septiembre de 2013 | Irvine         | Estados Unidos | Verizon Wireless Amphitheater      |                                     |
| 14 de septiembre de 2013 | Phoenix        | Estados Unidos | Ak-Chin Pavilion                   |                                     |
| 15 de septiembre de 2013 | Chula Vista    | Estados Unidos | Sleep Train Amphitheatre           |                                     |

- Este show era parte de Pain in the Grass de la estación de radio KISW 99.9. *